# Sunless Sea
Sunless Sea è un videogioco roguelike sviluppato da Failbetter Games. Ambientato nell'universo del browser game Fallen London, il titolo è stato finanziato tramite crowdfunding nell'ottobre 2013 su Kickstarter. Il videogioco è stato approvato su Steam nel maggio 2014. Le prime beta del gioco sono state rese disponibili nell'estate dello stesso anno e il 6 febbraio 2015 è stato pubblicato: in meno di venti giorni, Sunless Sea ha raggiunto le 100 000 copie vendute.

## Modalità di gioco
Il videogioco è simile a Sid Meier's Pirates! sebbene presenti elementi roguelike.

## Accoglienza
Rock, Paper, Shotgun ha premiato Sunless Sea con il Best Words Of 2014.